# Neuville-sur-Ailette
Pour les articles homonymes, voir Neuville et Ailette (homonymie).
Neuville-sur-Ailette est une commune française située dans le département de l'Aisne, en région Hauts-de-France.

## Géographie

### Localisation
Neuville-sur-Ailette est située dans la région Hauts-de-France, au centre du département de l'Aisne. La commune appartient au canton de Villeneuve-sur-Aisne et à la communauté de communes du Chemin des Dames.
La commune se trouve à 19,7 km au nord-ouest du bureau centralisateur du canton, Villeneuve-sur-Aisne, à 12,5 km au sud-est de la ville préfecture, Laon, et à 119,1 km au nord-est de la capitale, Paris.

### Communes limitrophes
|            | Martigny-Courpierre  |                 |
| Chamouille | Neuville-sur-Ailette | Chermizy-Ailles |
|            | Cerny-en-Laonnois    |                 |

### Hydrographie
La commune est située dans le bassin Seine-Normandie. Elle est drainée par l'Ailette, le ruisseau Bievre et le cours d'eau 01 de la commune de Neuville-sur-Ailette,,.
L'Ailette, d'une longueur de 59 km, prend sa source dans la commune de Sainte-Croix et se jette  dans l'Oise (rive gauche) à Quierzy, après avoir traversé 36 communes.

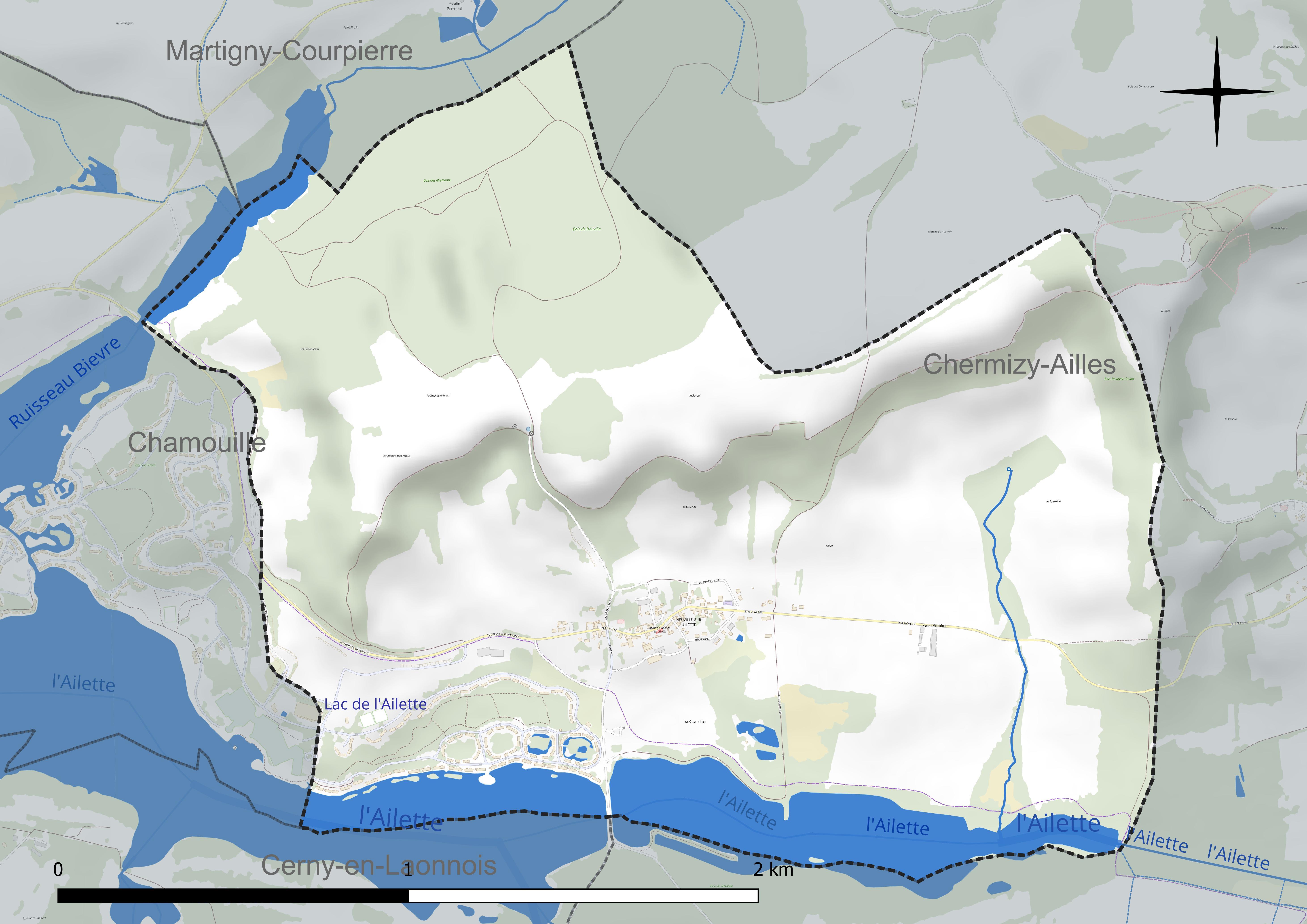
Réseau hydrographique de Neuville-sur-Ailette.

Un plan d'eau complète le réseau hydrographique : le lac de l'Ailette, d'une superficie totale de 153,8 ha (36,9 ha sur la commune),.

### Climat
Pour des articles plus généraux, voir Climat des Hauts-de-France et Climat de l'Aisne.
En 2010, le climat de la commune est de type climat océanique dégradé des plaines du Centre et du Nord, selon une étude du CNRS s'appuyant sur une série de données couvrant la période 1971-2000. En 2020, Météo-France publie une typologie des climats de la France métropolitaine dans laquelle la commune est exposée à un climat océanique altéré et est dans la région climatique Nord-est du bassin Parisien, caractérisée par un ensoleillement médiocre, une pluviométrie moyenne régulièrement répartie au cours de l'année et un hiver froid (3 °C).
Pour la période 1971-2000, la température annuelle moyenne est de 10,2 °C, avec une amplitude thermique annuelle de 15,4 °C. Le cumul annuel moyen de précipitations est de 739 mm, avec 12,8 jours de précipitations en janvier et 8,9 jours en juillet. Pour la période 1991-2020, la température moyenne annuelle observée sur la station météorologique la plus proche, située sur la commune de Martigny-Courpierre à 3 km à vol d'oiseau, est de 10,7 °C et le cumul annuel moyen de précipitations est de 734,4 mm,. Pour l'avenir, les paramètres climatiques de la commune estimés pour 2050 selon différents scénarios d'émission de gaz à effet de serre sont consultables sur un site dédié publié par Météo-France en novembre 2022.

## Urbanisme

### Typologie
Au 1er janvier 2024, Neuville-sur-Ailette est catégorisée commune rurale à habitat dispersé, selon la nouvelle grille communale de densité à 7 niveaux définie par l'Insee en 2022.
Elle est située hors unité urbaine. Par ailleurs la commune fait partie de l'aire d'attraction de Laon, dont elle est une commune de la couronne,. Cette aire, qui regroupe 106 communes, est catégorisée dans les aires de 50 000 à moins de 200 000 habitants,.

### Occupation des sols
L'occupation des sols de la commune, telle qu'elle ressort de la base de données européenne d'occupation biophysique des sols Corine Land Cover (CLC), est marquée par l'importance des territoires agricoles (48,1 % en 2018), en diminution par rapport à 1990 (63,2 %). La répartition détaillée en 2018 est la suivante : 
terres arables (47,6 %), forêts (27,9 %), espaces verts artificialisés, non agricoles (15,7 %), eaux continentales (8,2 %), prairies (0,5 %).
L'évolution de l'occupation des sols de la commune et de ses infrastructures peut être observée sur les différentes représentations cartographiques du territoire : la carte de Cassini (XVIIIe siècle), la carte d'état-major (1820-1866) et les cartes ou photos aériennes de l'IGN pour la période actuelle (1950 à aujourd'hui).

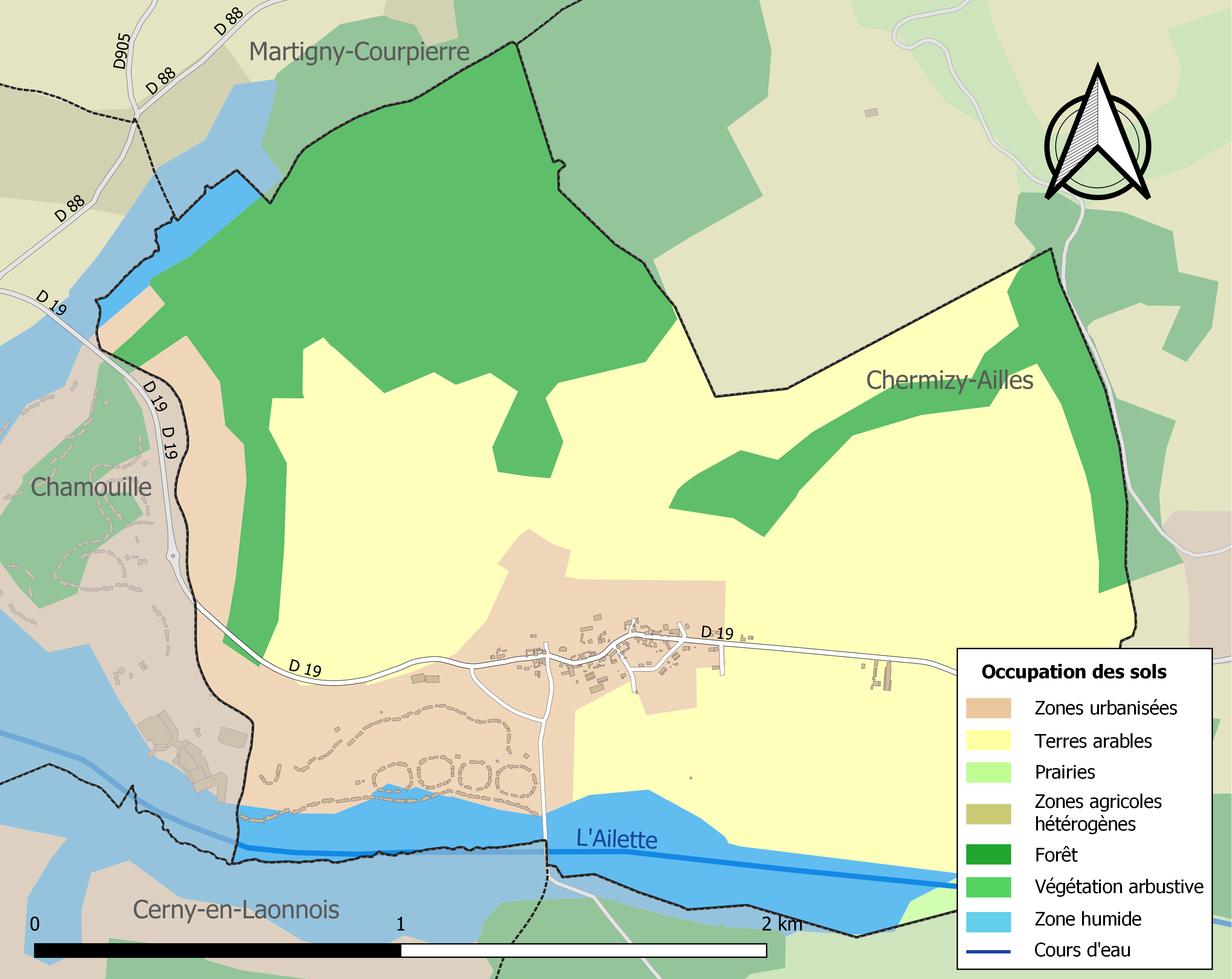
Carte de l'occupation des sols de la commune en 2018 (CLC).

## Toponymie
Le nom de la localité est attesté sous les formes Nova-Villa (1150) ; Novilla (1152) ; Nova-Villa-in-Laudunesio (1249) ; Novilla-in-Laudunesio (1260) ; Nuevile-en-Loenois (1261) ; Nueville (1267) ; Nueveville-en-Lonois (XIIIe siècle) ; Nuefville-en-Lannois (1359) ; Nuefville-en-Laonnois (1394) ; Nuefville-en-Lannoys (1394) ; Noeufville-en-Lannois (1496) ; Nevefville (1504) ; Neufville-en-Launois (1536) ; Neufville-en-Lannoy (1624) ; Neufville (1630) ; Saint-Julien-de-Neufville (1668).

Neuville : de l'adjectif de l'oïl neuve et ville « village ».
L'Ailette, autrefois La Lette, est une petite rivière française du département de l'Aisne, en région Hauts-de-France, affluent de la rive gauche de l'Oise.

## Politique et administration

### Découpage territorial
La commune de Neuville-sur-Ailette est membre de la communauté de communes du Chemin des Dames, un établissement public de coopération intercommunale (EPCI) à fiscalité propre créé le 29 décembre 1995 dont le siège est à Craonne. Ce dernier est par ailleurs membre d'autres groupements intercommunaux.
Sur le plan administratif, elle est rattachée à l'arrondissement de Laon, au département de l'Aisne et à la région Hauts-de-France. Sur le plan électoral, elle dépend du canton de Villeneuve-sur-Aisne pour l'élection des conseillers départementaux, depuis le redécoupage cantonal de 2014 entré en vigueur en 2015, et de la première circonscription de l'Aisne  pour les élections législatives, depuis le dernier découpage électoral de 2010.

### Administration municipale

#### Liste des maires
| Période                                  | Période                       | Identité        | Étiquette | Qualité                           |
| ---------------------------------------- | ----------------------------- | --------------- | --------- | --------------------------------- |
| Les données manquantes sont à compléter. |                               |                 |           |                                   |
| 1958                                     | mars 2008                     | Manon Dumoulin  | DVD       |                                   |
| mars 2008                                | En cours (au 13 juillet 2020) | Claude Collange | DVD       | Réélu(e) pour le mandat 2020-2026 |

Manon Dumoulin détient le record de longévité du mandat de maire pour une femme en France.

## Population et société

### Démographie
L'évolution du nombre d'habitants est connue à travers les recensements de la population effectués dans la commune depuis 1793. Pour les communes de moins de 10 000 habitants, une enquête de recensement portant sur toute la population est réalisée tous les cinq ans, les populations de référence des années intermédiaires étant quant à elles estimées par interpolation ou extrapolation. Pour la commune, le premier recensement exhaustif entrant dans le cadre du nouveau dispositif a été réalisé en 2005.

En 2022, la commune comptait 119 habitants, en évolution de +11,21 % par rapport à 2016 (Aisne : −1,97 %, France hors Mayotte : +2,11 %).
| 1793 | 1800 | 1806 | 1821 | 1831 | 1836 | 1841 | 1846 | 1851 |
| ---- | ---- | ---- | ---- | ---- | ---- | ---- | ---- | ---- |
| 140  | 149  | 143  | 134  | 184  | 180  | 199  | 178  | 165  |

| 1856 | 1861 | 1866 | 1872 | 1876 | 1881 | 1886 | 1891 | 1896 |
| ---- | ---- | ---- | ---- | ---- | ---- | ---- | ---- | ---- |
| 171  | 166  | 159  | 155  | 157  | 123  | 119  | 115  | 103  |

| 1901 | 1906 | 1911 | 1921 | 1926 | 1931 | 1936 | 1946 | 1954 |
| ---- | ---- | ---- | ---- | ---- | ---- | ---- | ---- | ---- |
| 89   | 100  | 99   | 53   | 68   | 79   | 80   | 82   | 82   |

| 1962 | 1968 | 1975 | 1982 | 1990 | 1999 | 2005 | 2006 | 2010 |
| ---- | ---- | ---- | ---- | ---- | ---- | ---- | ---- | ---- |
| 83   | 79   | 74   | 86   | 71   | 78   | 75   | 77   | 96   |

| 2015 | 2020 | 2022 | - | - | - | - | - | - |
| ---- | ---- | ---- | - | - | - | - | - | - |
| 102  | 120  | 119  | - | - | - | - | - | - |

## Économie

### Center Parcs

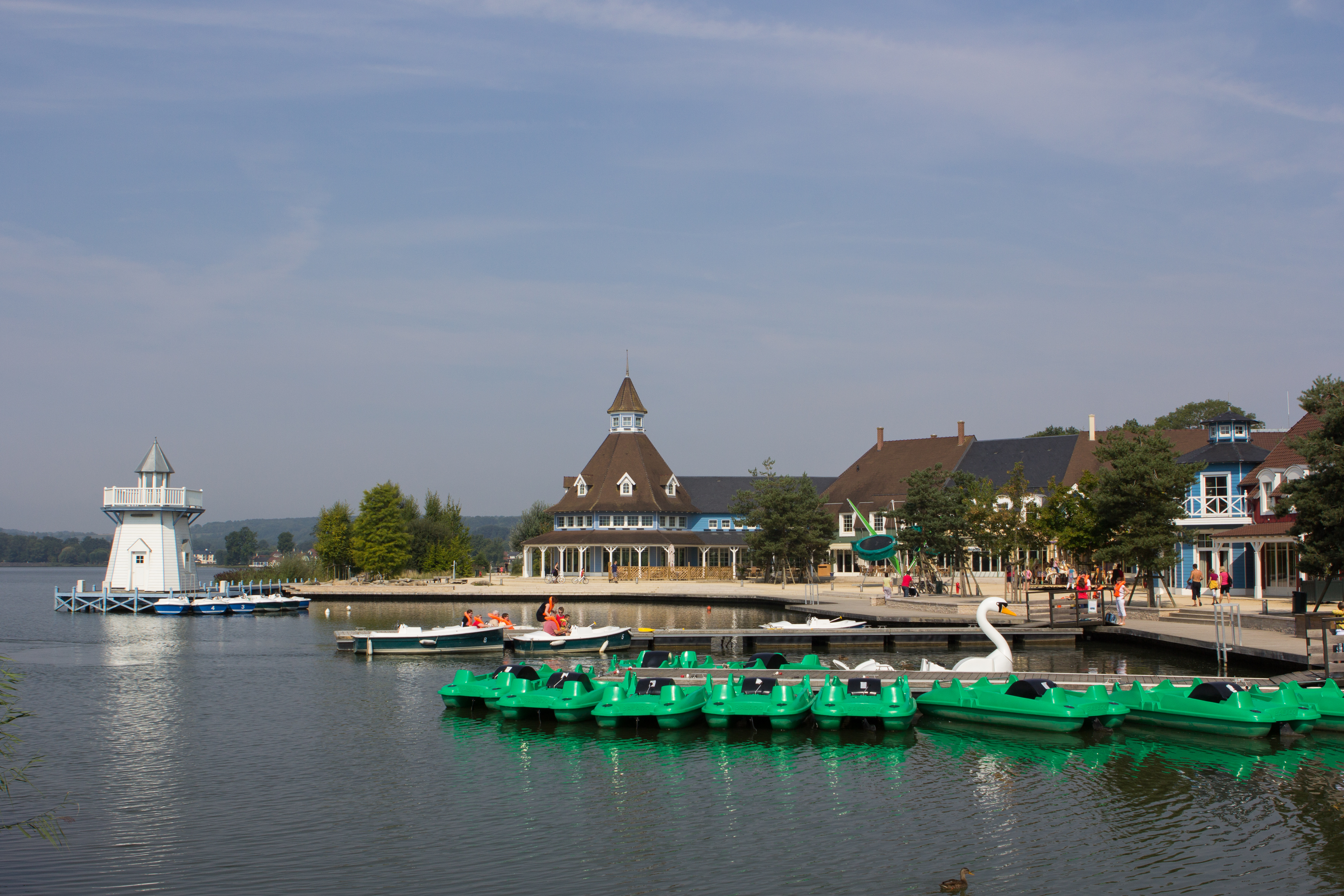
Le domaine du lac de l'Ailette.

Le « Domaine du Lac d'Ailette », situé à cheval sur le territoire des communes de Chamouille et de Neuville-sur-Ailette, est le troisième Center Parcs français. Il a été ouvert au cours de l'automne 2007. Ce domaine touristique, d'une superficie de 84 hectares, est implanté dans un domaine forestier en bordure d'un lac de retenue de 140 hectares, construit sur l'Ailette, offrant 3,5 km de rives. Le domaine dispose d'un petit port de plaisance, de plages artificielle et d'une zone de sports et de loisirs couverte d'une surface 7 500 m2 offrant une trentaine d'activités différentes.

## Culture locale et patrimoine

### Patrimoine environnemental
- Le lac de l'Ailette.

### Lieux et monuments
- L'église Saint-Julien.
- Le « domaine du Lac d'Ailette », troisième Center Parcs français.
- Restes d'une maison forte du XVe siècle[33].

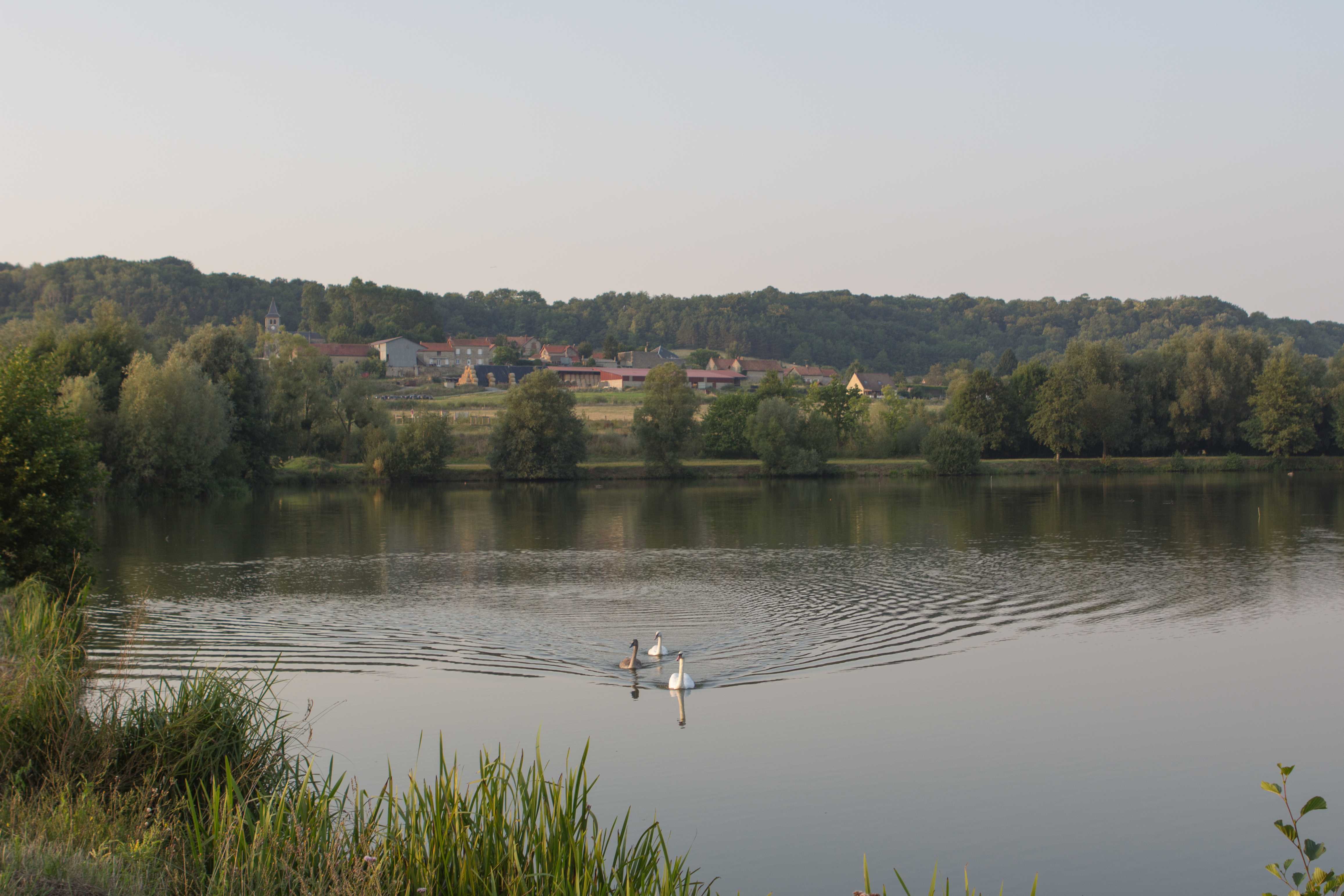
Vue de Neuville-sur-Ailette depuis les rives du lac de l'Ailette.
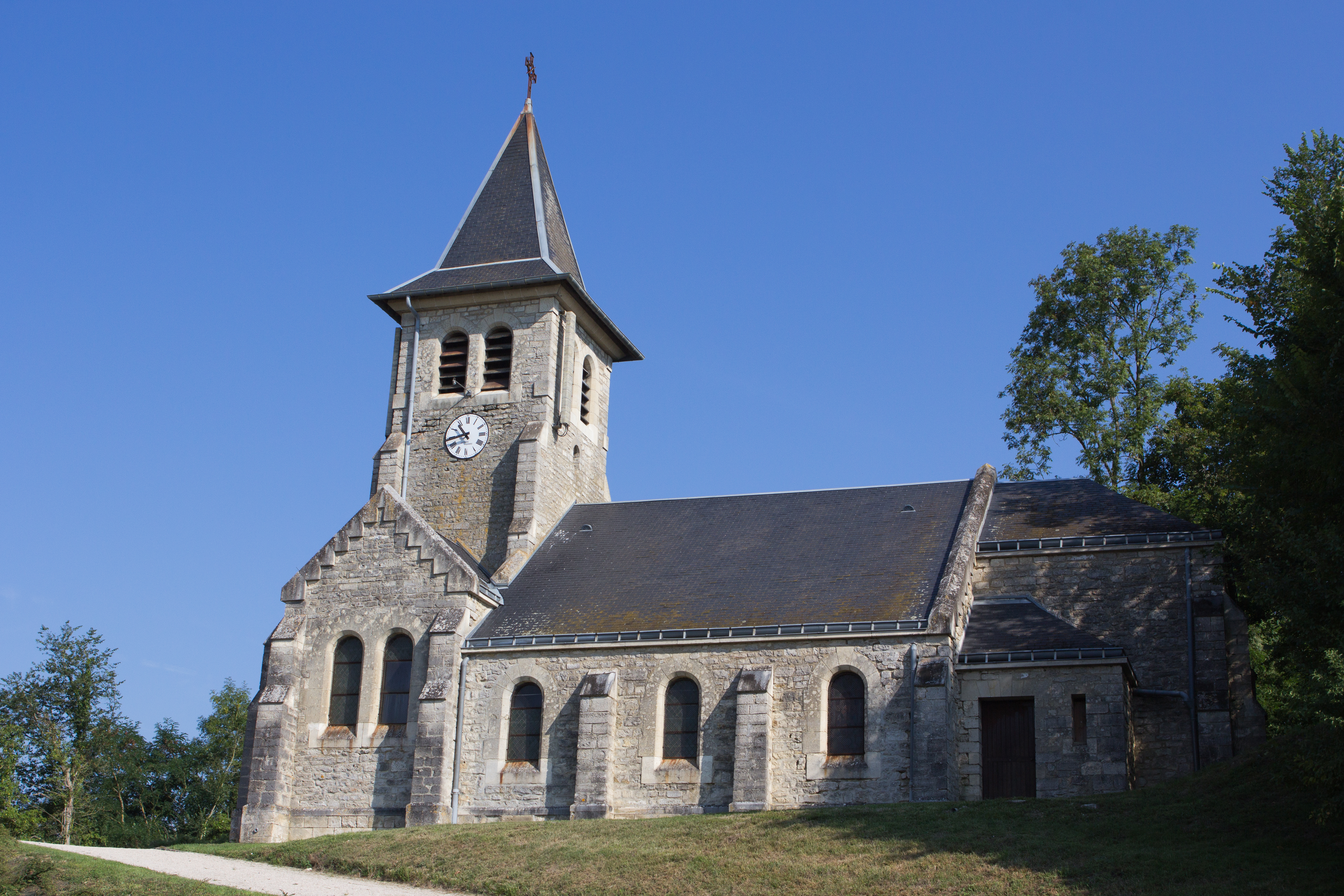
L'église Saint-Julien de Neuville-sur-Ailette.

### Personnalités liées à la commune
- Charles-François d'Hallencourt de Dromesnil (1674-1754), évêque, y est né.